# Edmond Morin
Pour les articles homonymes, voir Morin.
Edmond Morin, né le 26 mars 1824 au Havre et mort le 18 août 1882 à Sceaux, est un peintre, illustrateur et graveur français.

## Biographie

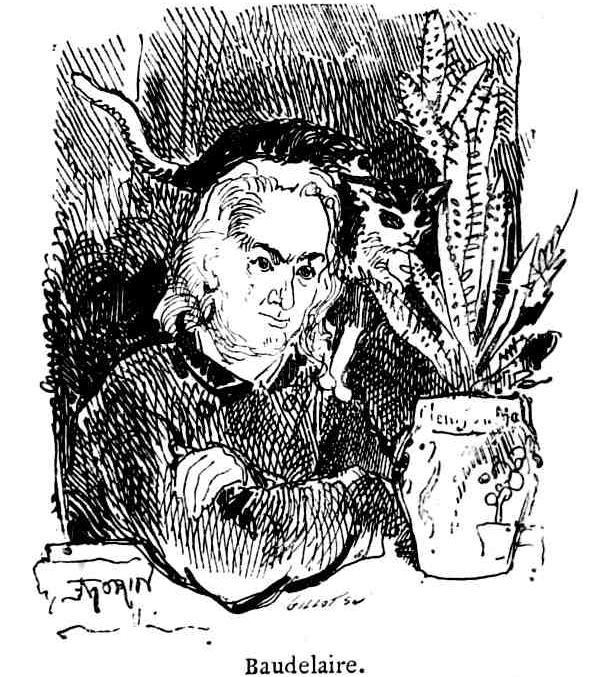
Baudelaire, dessin pour Les Chats de Champfleury (1868).

Edmond Morin est l'élève de Charles Gleyre à l'École des beaux-arts de Paris.
En 1851, il séjourne à Londres où, pendant cinq ans, il travaille pour The Illustrated London News et se lie aux graveurs William James Linton et son frère Henry Duff, puis revient à Paris avec ce dernier, et travaille pour La Vie parisienne et Le Monde illustré dont il devient l'un des principaux illustrateurs avec ses complices Albert Duvivier et Charles-Théodore Sauvageot, ainsi que pour quelques autres périodiques comme La Semaine des enfants.
Il débute au Salon de 1857, comme peintre de paysage et de genre. Il réalise les illustrations de plusieurs livres populaires ou éditions de luxe. Doté d'un remarquable talent de dessinateur, mais n'ayant pas réussi à vivre de sa peinture, il resta déçu et blessé de la non reconnaissance de son travail d'illustrateur.
Son atelier était situé sur la butte Montmartre vers 1860. Il est enterré au cimetière de Sceaux.

## Illustrations partielles
- Champfleury, Les Bons contes font les bons amis, Paris, Truchy, 1863, 64 p.
- Enfants Imprudents, Publication de l'Imprimerie Générale, Louis Lahure, vers 1870.
- Les Petits Imprudents : Histoires tragiques racontées par un ami des enfants, édition Grammont, 64 p.
- Paul et Henry de Trailles, Les Femmes de France pendant la guerre et les deux sièges de Paris, frontispice.
- Prosper Mérimée, Chronique du règne de Charles IX, G. Chamerot, Les Amis du livre, 1876, 31 gravures.
- Jules Claretie, Le drapeau, édition illustrée de gravures hors texte par Alphonse de Neuville, d'après les dessins d'Edmond Morin, Paris, chez Georges Decaux et chez Maurice Dreyfous, 1879.
- Jules Noriac, Histoire du siège de Paris, Paris, Lahure, 1870.
- Gustave Nadaud . Chansons populaires. Chansons de Salon; Chansons légères. Paris. Librairies des Bibliophiles. 1879. 3 volumes in-12. 4 gravures par tome.